# 3797-es busz
A 3797-es jelzésű autóbuszvonal Sajóbábony, Sajóecseg, Sajókeresztúr, Szirmabesenyő és Sajósenye között húzódó regionális vonal, amelyet a MÁV Személyszállítási Zrt. üzemeltet.

## Útvonala
A Borsod-Abaúj-Zemplén megyei Sajóbábony ipari parkjából indul. Az ország egyetlen zsákvárosában keleti irányban indul el, párhuzamosan a Bábony-patakkal, a Rákóczi úton. A vízfolyás kétfelé osztja a települést, bal partján az ófalu, jobb partján a Sajóecseg–Sajóbábony-vasútvonal, az egykori Észak-Magyarországi Vegyiművek iparvágánya (294L) fut, jelen vonal főként jobb partján, de elvétve az ófaluban is halad. Sajóbábony lakótelepi területe után, a 25 138-as mellékúton elhagyja a várost.
Következőnek a 26-os főútra fordul ki a sajóbábonyi elágazásban. Közlekedésileg jelentős szerepet tölt be, hiszen Miskolc és Sajószentpéter irányából a főút 2x2-es szakasza, a Sajóecseg és a Sajóbábony felé vezető közutak itt találkoznak, ezzel egy jelzőlámpás csomópontot létrehozva. A sajóbábonyi jelzőlámpás csomópontban iskolai napokon egyes járatai Sajóecseg irányába hajtanak, a község elérése előtt keresztezik a közös vonalszakaszon futó Miskolc–Bánréve–Ózd és Miskolc–Tornanádaska-vasútvonalakat (a helybeli állomáson válnak külön utakra), majd a faluházánál fordulnak meg.
Alapjáraton a főút Miskolc felé tartó szakaszára fordul rá. Alig 2 kilométeren belül a sajókeresztúri elágazásban minden esetben érinti a falvat, benne egy kört téve. Következnőnek a szomszédos Szirmabesenyő jön, de mégis hosszabb úton jut el oda, ennek oka valószínű az egykori Borsodi Ércelőkészítőmű munkásainak kedvező szállítása lehetett. A 2619-es mellékúton ér oda, keresztül Szirmabesenyő vasúti megállón és a központján. Itt a Sajóvámos irányába vezető utat elhagyja – helyette a Kisboldogasszony-temploma alatt tesz megállást –, de később visszacsatlakozik abba. Sajóvámos megközelítése át a Sajó folyón, laposabb területeken történik, vonalközi állomásként is szolgál.
Központjából, ahonnan egyszerre Szirmabesenyő, Sajópálfala és Sajósenye is elérhető, utóbbit tűzi ki céljául, a vonal 21. kilométerén Sajósenye északnyugati csücskében végállomásozik, buszfordulójánál.

## Közlekedése
Indításai munkanapokon és szabadnapokon történnek, ritka jelleggel. Sajóbábony és Sajósenye között 3797-es buszon kívül nincs átszállásmentes kapcsolat, de Szirmabesenyő már a 3757-es buszokkal is feltárt, bár szintén alig párszor.

### Törzsjárművei
Sajóbábony és Sajósenye kapcsolatát a környékre jellemző szólók autóbuszok végzik, legtöbbször Credo, valamint ARC járgányok. Mivel utóbbi nem mindig bizonyul sikeres tömegközlekedési eszköznek, így sokszor van jelen pótlás, mely elég érdekes helyzeteket tud okozni, mint például szerencsi, sajópetri, mezőkövesdi. tiszaújvárosi autóbuszokat, de már csuklós, Credo Econell 18 Next is beugrott egy kör erejéig.
- az LWA-390 rendszámú Ikarus E134,
- az SSM-645 rendszámú Credo Econell 12 autóbuszok.

| Viszonylat                                     | Indításszám     | Közlekedési rend |
| ---------------------------------------------- | --------------- | ---------------- |
| Sajóbábony, ipari park – Sajósenye, aut. ford. | 2 oda, 1 vissza | munkanapokon     |
| Sajóbábony, ipari park – Sajósenye, aut. ford. | 2 oda, 1 vissza | szabadnapokon    |
| Sajósenye, aut. ford. ➝ Sajóvámos, templom     | 1 oda           | tanítási napokon |
| Sajóvámos, templom ➝ Sajóbábony, ipari park    | 1 oda           | munkanapokon     |

## Megállóhelyei
| 0                                                                                                  | Sajóbábony, ipari park végállomás       | 0.0 km  | 3754, 3757, 3760, 3765, 3793, 3795 |
| 1                                                                                                  | Sajóbábony, gyártelep                   | 0.5 km  | 3754, 3757, 3760, 3765, 3793, 3795 |
| 2                                                                                                  | Sajóbábony, fűtőház                     | 1.4 km  | 3754, 3757, 3760, 3765, 3793, 3795 |
| Tanítási napokon 2; tanszünetben munkanapokon 1 járat érinti az ófalu bejárati út megálló helyett. |                                         |         | |
| ∫                                                                                                  | Sajóbábony, ófalu felvég                | ∫       | 3757, 3760 |
| ∫                                                                                                  | Sajóbábony, ófalu bolt                  | ∫       | 3757, 3760 |
| 3                                                                                                  | Sajóbábony, ófalu bejárati út           | 2.2 km  | 3754, 3757, 3760, 3765, 3793, 3795 |
| 4                                                                                                  | Sajóbábony, lakótelep                   | 2.9 km  | 3754, 3757, 3760, 3765, 3793, 3795 |
| 5                                                                                                  | Sajóbábonyi elágazás                    | 4.4 km  | 3703, 3704, 3707, 3708, 3709, 3711, 3754, 3757, 3760, 3761, 3763, 3764, 3765, 3770, 3772, 3773, 3774, 3775, 3776, 3777, 3793, 3795                   |
| Tanítási napokon 2 járat érinti.                                                                   |                                         |         | |
| ∫                                                                                                  | Sajóecseg vasútállomás, bejárati út     | ∫       | 3703, 3772, 3776, 3777, 3795 expresszvonat, személyvonat – Sajóecseg (92, 94)                                                                        |
| ∫                                                                                                  | Sajóecseg, községháza                   | ∫       | 3703, 3772, 3776, 3777, 3795 |
| ∫                                                                                                  | Sajóecseg vasútállomás, bejárati út     | ∫       | 3703, 3772, 3776, 3777, 3795 expresszvonat, személyvonat – Sajóecseg (92, 94)                                                                        |
| 5                                                                                                  | Sajóbábonyi elágazás                    | 4.4 km  | 3703, 3704, 3707, 3708, 3709, 3711, 3754, 3757, 3760, 3761, 3763, 3764, 3765, 3770, 3772, 3773, 3774, 3775, 3776, 3777, 3793, 3795                   |
| 6                                                                                                  | Sajókeresztúri elágazás                 | 6.0 km  | 3703, 3707, 3754, 3757, 3760, 3761, 3763, 3764, 3765, 3770, 3772, 3773, 3775, 3776                                                                   |
| 7                                                                                                  | Sajókeresztúr, lakótelep                | 6.8 km  | 3757, 3776, 3777 |
| 8                                                                                                  | Sajókeresztúr, posta                    | 7.5 km  | 3702, 3757, 3776, 3777 |
| 9                                                                                                  | Sajókeresztúr, lakótelep                | 8.2 km  | 3757, 3776, 3777 |
| 10                                                                                                 | Sajókeresztúri elágazás                 | 9.0 km  | 3703, 3707, 3754, 3757, 3760, 3761, 3763, 3764, 3765, 3770, 3772, 3773, 3775, 3776                                                                   |
| 11                                                                                                 | Sajókeresztúr, ipari park bejárati út   | 9.9 km  | 3703, 3704, 3707, 3708, 3709, 3711, 3754, 3757, 3760, 3761, 3763, 3764, 3765, 3770, 3772, 3773, 3774, 3775, 3776, 3777                               |
| 12                                                                                                 | Szirmabesenyői elágazás                 | 11.8 km | 3700, 3701, 3702, 3703, 3704, 3705, 3707, 3708, 3709, 3711, 3714, 3754, 3757, 3760, 3761, 3763, 3764, 3765, 3770, 3772, 3773, 3774, 3775, 3776, 3777 |
| 13                                                                                                 | Szirmabesenyő vasúti megállóhely        | 12.5 km | 3700, 3701, 3702, 3705, 3714, 3757, 3777 személyvonat – Szirmabesenyő (94)                                                                           |
| 14                                                                                                 | Szirmabesenyő, egészségügyi központ     | 12.9 km | 3700, 3701, 3702, 3705, 3714, 3757, 3777 |
| 15                                                                                                 | Szirmabesenyő, ABC áruház               | 13.5 km | 3700, 3701, 3702, 3705, 3714, 3757, 3777 |
| 16                                                                                                 | Szirmabesenyő, templom                  | 13.9 km | 3700, 3701, 3702, 3705, 3714, 3757, 3777 |
| 17                                                                                                 | Sajóvámos, raktártelep                  | 15.4 km | 3705, 3714 |
| 18                                                                                                 | Sajóvámos, magtár                       | 16.8 km | 3705, 3714 |
| 19                                                                                                 | Sajóvámos, Széchenyi utca 54.           | 17.7 km | 3705, 3714 |
| 20                                                                                                 | Sajóvámos, templom vonalközi végállomás | 18.4 km | 3705, 3706, 3714 |
| 21                                                                                                 | Sajóvámos, Hunyadi utca 22.             | 18.9 km | 3705, 3714 |
| 22                                                                                                 | Sajósenye, szeretetotthon               | 20.4 km | 3705, 3714 |
| 23                                                                                                 | Sajósenye, autóbusz-forduló végállomás  | 20.9 km | 3705, 3714 |